# Varāzgāh
Varāzgāh är en ort i Iran.   Den ligger i provinsen Gilan, i den nordvästra delen av landet, 230 km nordväst om huvudstaden Teheran. Varāzgāh ligger 12 meter över havet och antalet invånare är 559.
Terrängen runt Varāzgāh är platt, och sluttar norrut. Runt Varāzgāh är det ganska tätbefolkat, med 199 invånare per kvadratkilometer. Närmaste större samhälle är Rasht, 9,6 km nordväst om Varāzgāh. Trakten runt Varāzgāh består till största delen av jordbruksmark.